# Mocuba
Mocuba est une ville du Mozambique située dans la province de Zambézie.